# Viola abyssinica
Viola abyssinica är en violväxtart som beskrevs av Ernst Gottlieb von Steudel och Daniel Oliver. Viola abyssinica ingår i släktet violer, och familjen violväxter. Inga underarter finns listade i Catalogue of Life.

## Bildgalleri

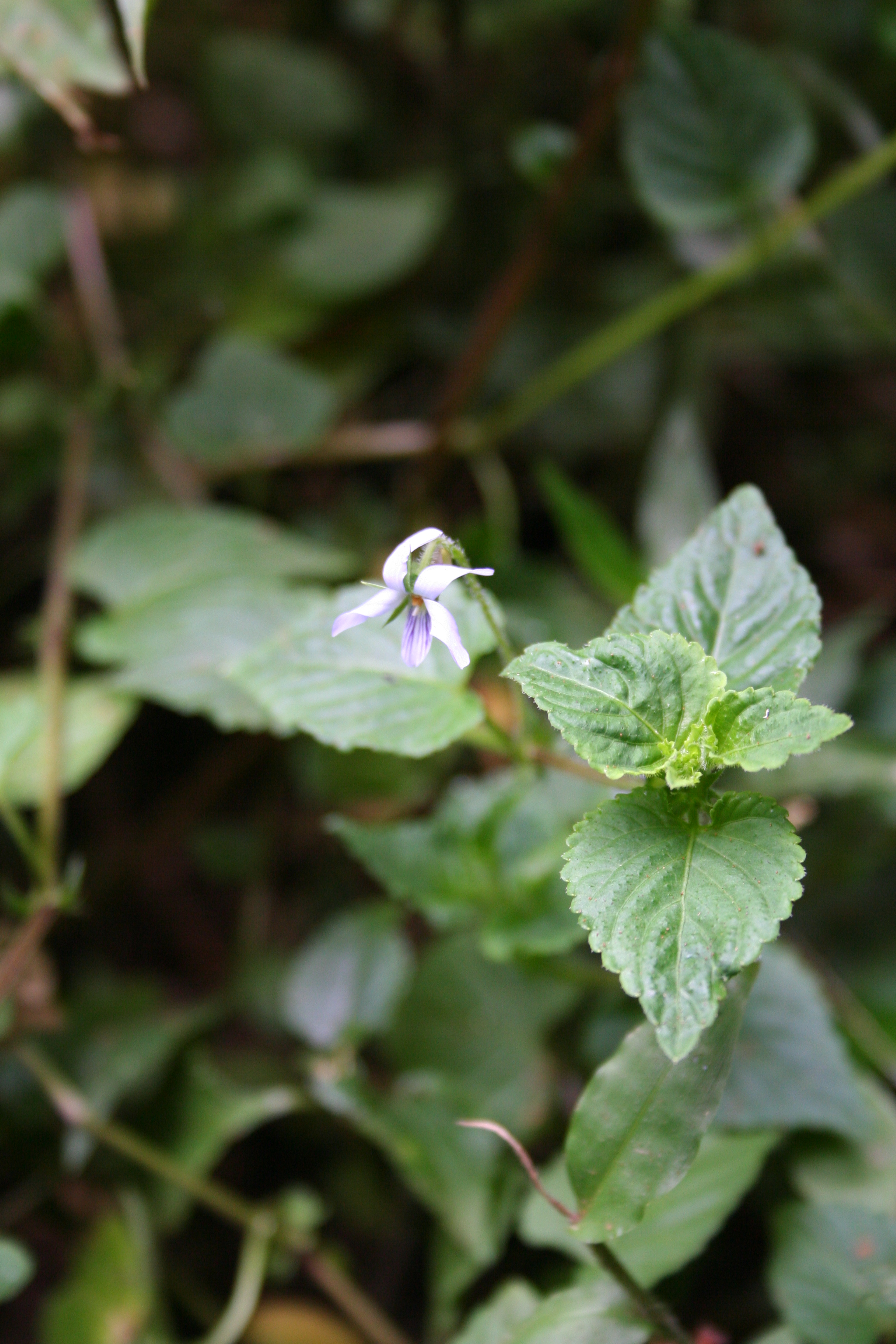